# Jerzy Galica
Jerzy Stefan Galica (ur. 12 kwietnia 1940 w Poznaniu, zm. 19 września 2016) – polski fizyk, doktor habilitowany, profesor Instytutu Fizyki Molekularnej PAN.

## Życiorys
Specjalizował się w spektroskopii mikrofalowej i falach milimetrowych. W latach 1967–2006 był pracownikiem naukowym Instytutu Fizyki Molekularnej PAN. Piastował funkcję zastępcy przewodniczącego Societas Humboldtiana Polonorum. Zmarł 19 września 2016 i został pochowany w Skórzewie.